# Сивият танц
„Сивият танц“ (на фински: Harmaa tanssi) е картина от финландския художник Вайно Кунас от 1928 г.
Картината е нарисувана с маслени бои върху платно в стил Модерн. Размерите ѝ са 63,5 x 57 cm.
На нея са представени в натюрморт 2 сиви манекена в танцуваща поза. Част е от фонда на Атенеум в Хелзинки, Финландия.

## Изложби
Картината „Сивият танц“ е представена в множество изложби във Финландия и по света:
- 1977 г. – Берлин, Германия
- 1983 г. – Москва, СССР
- 1993 г. – Талин, Естония
- 1993-1994 г. – Тарту, Естония
- 2007 г. – Рим, Италия